# Jenipapeiro
O jenipapeiro (Genipa americana) é uma espécie de árvore da família Rubiaceae. É nativa das florestas tropicais da América do Norte e do Sul, bem como do Caribe.

## Descrição
O jenipapeiro possui uma altura de até 30 metros e um diâmetro de até 60 centímetros. Sua casca é lisa, com pequenas fissuras. As folhas são opostas, obovadas ou obovadas oblongas, com 10-35 centímetros de comprimento, 6-13 centímetros de largura, de cor verde escura e brilhante.  As inflorescências são cimeiras de até 10 centímetros de comprimento. As flores são brancas a amareladas, levemente perfumadas, com o cálice tendo forma de sino, a corola possuindo 2–4,5 cm de comprimento, em forma de trombeta e com cinco ou seis lóbulos. O fruto é uma baga acinzentada comestível, tendo casca grossa, com 10–12 cm de comprimento e 5-9 cm de diâmetro.

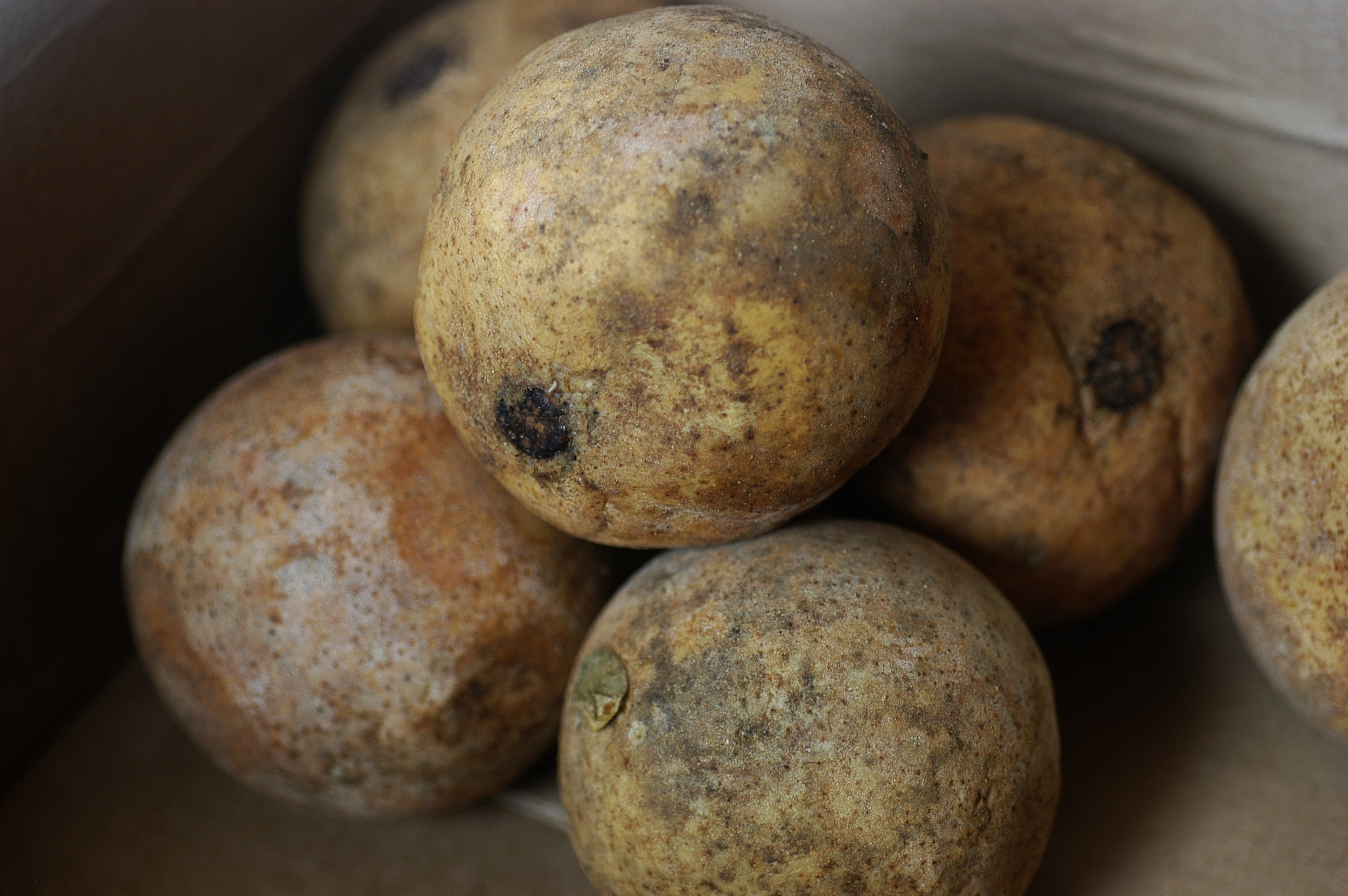
Frutos do jenipapeiro
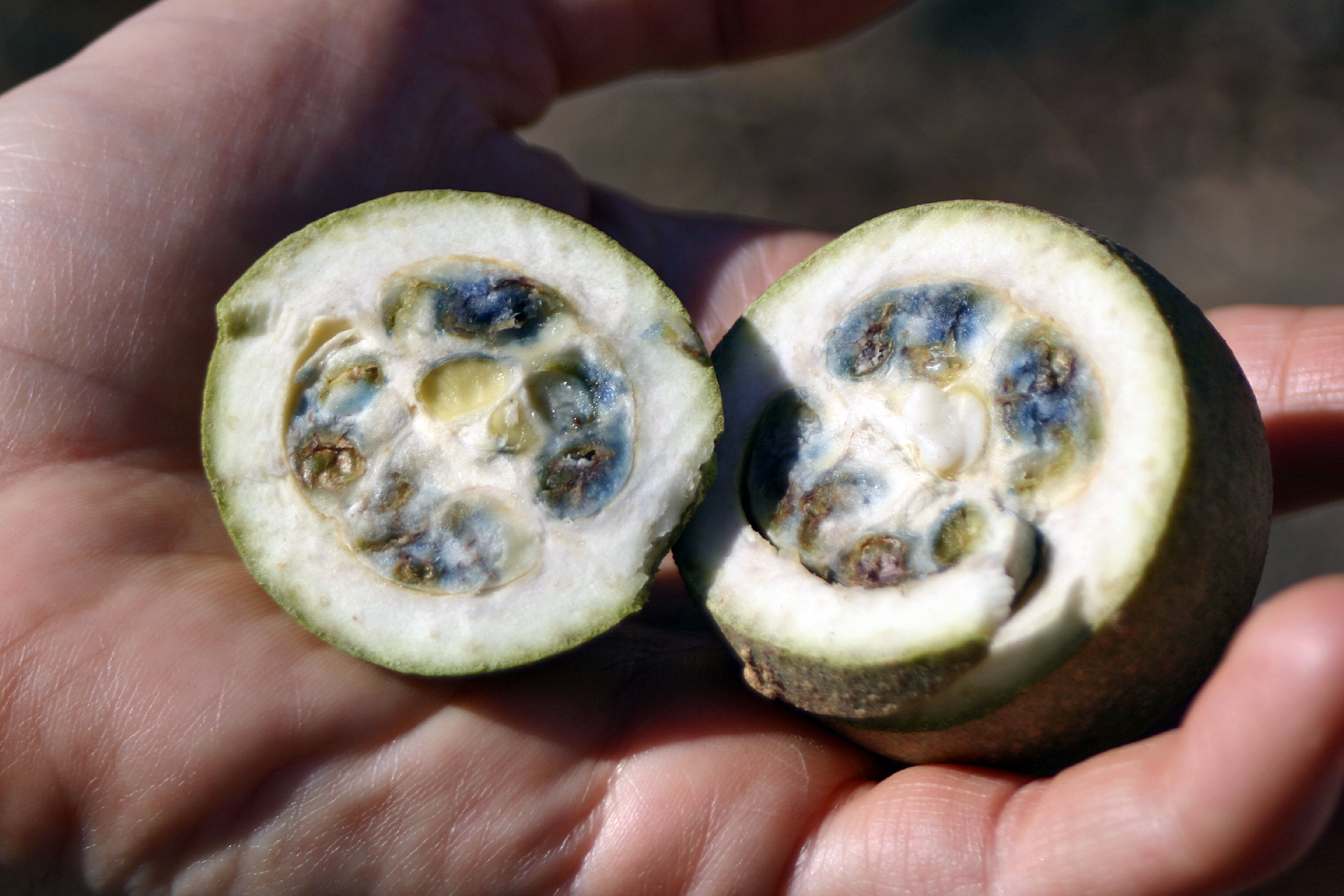
Frutos cortados
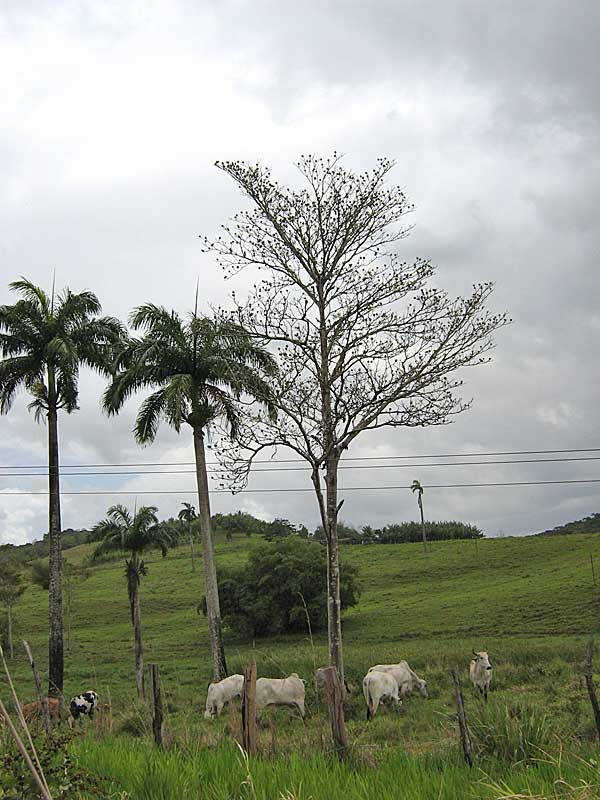
Exemplar de jenipapeiro

## Distribuição e habitat
Genipa americana é nativa das florestas tropicais das Américas, desde o sul tropical da Flórida até a Argentina. Está presente desde o nível do mar até 1.200 metros de altitude, embora alguns argumentem que a distribuição nativa original seja o norte da América do Sul.

## Nomes vernaculares
Em inglês, a árvore é conhecida como genip (/ˈdʒɛnɪp/) e o fruto como genipap (/ˈdʒɛnɪpæp/).
Na Colômbia, como jagua, caruto, huito; no Brasil, como jenipapo, antigamente genipapo; na Costa Rica, guaitil e tapaculo; na Nicarágua, tapaculo e yigualtí; no México, shagua, xagua e maluco; no Perú, huito, vito e jagua; na Argentina, ñandipá; em Porto Rico, jagua; e na Bolívia, como bí.
Seu nome foi reconstruído como we'e (weʔe) em proto-tucano.

## Compostos químicos
Os seguintes compostos foram isolados de G. americana: ácido genipico, ácido genipínico, genipina (todos os três no fruto) e o ácido geniposídico (nas folhas).

## Usos
O fruto verde da G. americana produz um líquido usado como corante para tatuagens, pintura de pele e repelente de insetos.
Esta espécie também é cultivada por seus frutos comestíveis, que são consumidos em conservas ou transformados em bebidas, geleias ou sorvetes.
A madeira é considerada resistente, forte e facilmente trabalhada; é usado na fabricação de utensílios e na construção e carpintaria.